# Jepang Pakis
Jepang Pakis is een bestuurslaag in het regentschap Kudus van de provincie Midden-Java, Indonesië. Jepang Pakis telt 8878 inwoners (volkstelling 2010).